# 8082 Haynes
8082 Haynes (1988 NR) là một tiểu hành tinh vành đai chính được phát hiện ngày 12 tháng 7 năm 1988 bởi E. F. Helin ở Palomar.